# Расскажите, птицы
«Расскажи́те, пти́цы» — сингл Аллы Пугачёвой, выпущенный в СССР фирмой «Мелодия» в 1985 году с двумя песнями композитора Игоря Николаева; этот релиз стал для него дебютным.
Премьера обеих песен — «Расскажите, птицы» и «Айсберг» — состоялась в декабре 1983 года в концертной телепрограмме «Новогодний аттракцион». Тогда же состоялась студийная запись песен, однако эта запись увидела свет лишь в начале 1985 года. Обе композиции пользовались большим успехом и вошли в концертный репертуар Аллы Пугачёвой середины 1980-х годов. Сотрудничество певицы с Игорем Николаевым, начавшееся с этих песен, стало чрезвычайно плодотворным и продолжалось в течение двадцати лет; одним из результатов совместной работы стала запись в 1986 году альбома «Счастья в личной жизни!», полностью состоящего из песен композитора.
Песня «Айсберг» вошла в альбом «Ах, как хочется жить» (1985); «Расскажите, птицы» в СССР была выпущена лишь в магнитофонной версии этого альбома и ни на одну долгоиграющую пластинку певицы не попала, но была выпущена в её сборнике «Alla Pugatjova. Sovet Superstar», выпущенном в 1984 году в Швеции. А в России она была включена в состав одного из альбомов Пугачёвой лишь при издании её «Коллекции» в 1996 году.
Группа «А’Студио» в 1997 году записала кавер-версию песни «Расскажите, птицы» для трибьют-альбома «Сюрприз от Аллы » и концертной программы «Сюрприз для Аллы», посвящённой 48-летию со Дня Рождения певицы. В концерте и в альбоме её исполнял бывший солист группы Батырхан Шукенов. На концерте, посвящённом 60-летию Пугачёвой, эту песню исполнил Дима Билан. В 2010 году Вадим Самойлов и Маша Макарова записали кавер для концерта «Песни для Аллы». Та же песня с недавних пор входит в концертный репертуар её автора Игоря Николаева.

## Список композиций
Вся музыка написана Игорем Николаевым.
Аккомпанемент во всех записях: инструментальный ансамбль «Рецитал», руководитель Руслан Горобец.
| №                   | Название            | Текст песни         | Длительность |
| ------------------- | ------------------- | ------------------- | ------------ |
| 1.                  | «Расскажите, птицы» | Игорь Николаев      | 6:20         |
| Общая длительность: | Общая длительность: | Общая длительность: | 6:20         |

| №                   | Название            | Текст песни         | Длительность |
| ------------------- | ------------------- | ------------------- | ------------ |
| 1.                  | «Айсберг»           | Лидия Козлова       | 4:29         |
| Общая длительность: | Общая длительность: | Общая длительность: | 4:29         |

## Участники записи
- Инструментальный ансамбль «Рецитал», руководитель Александр Юдов
- Струнно-смычковая группа эстрадно-симфонического оркестра Центрального телевидения и Всесоюзного радио СССР (Расскажите, птицы)